# Маяк Тридрангар
Маяк Тридрангар (исл. Þrídrangaviti) расположен на скальном острове Stóridrangur (архипелаг Вестманнаэйяр) в семи километрах от юго-западного побережья Исландии.
Здание маяка находится на высоте 30 метров от воды, а прожектор — в 34 метрах. Каждые 30 секунд он даёт вспышку, видимую на расстоянии до 17 километров.
В начале XXI века маяк приобрёл всемирную известность благодаря интернету; его популярности способствовало живописное расположение, крайняя недоступность и удивительная история постройки.
Stóridrangur — самый высокий из трёх каменных столбов с крутыми склонами, расположенных в открытом море, высотой 36,5 метров от поверхности воды. Возведение светового маяка на его вершине было организовано в 1938—1939 году.
Недоступность места расположения сделала невозможным применение при строительстве какой-либо техники, все работы производились вручную под руководством альпиниста Арни Тораринссона. Были приглашены местные жители коммуны Вестманнаэйяр, промышлявшие добычей яйца́ морских птиц и имеющие потому большой опыт скалолазания.
Первоначально следовало достигнуть вершины скалы, это осложнялось не только её отвесными скользкими стенами, но и постоянным ветром и волнами, мешающими закрепиться у подножия. С помощью ручных дрелей и молотков в крутой склон загоняли крючья, потом натягивали цепь. За день можно было протянуть несколько пролётов цепи, таким образом постепенно рождался извилистый путь наверх. У самой вершины уже стало невозможно закрепиться и не было никаких опор для рук. Чтобы выйти на площадку одному из скалолазов пришлось на маленьком уступе стать на колени, другой взобрался ему на плечи и лишь третий смог дотянуться до кромки обрыва.
На вершине скалы было настолько ветрено, что работать можно было не более нескольких часов. Поэтому строительство маяка вручную, без электричества, затянулось на два года. Постройка была готова к осени 1939 года, однако грянувшая Вторая мировая война не позволила получить из оккупированной Дании осветительное оборудование. Новый прожектор был поставлен Великобританией, маяк ввели в эксплуатацию 5 июля 1942 года. В конце 1940-х годов маяк был автоматизирован, в 1950-х появилась вертолётная площадка. В 1993 году питание маяка было переведено на солнечную энергию.
В 2009 году панорамная фотография Арни Сэберга, опубликованная в газете Morgunblaðið, была перепощена Джастином Бибером, что повлекло взрыв интереса к Тридрангару. Вирусную популярность приобрело видео рабочего обслуживания маяка. Ирса Сигюрдардоуттир выбрала Тридрангар местом действия детективного романа «Почему вы солгали ?». Рок-группа Kaleo в начале 2020 года, когда в связи с эпидемией коронавируса COVID-19 всём мире вырос интерес к уединённым местам, записала на вертолётной площадке маяка музыкальный клип, приуроченный к 78-летию Тридрангара.